# Onitis paraconfusus
Onitis paraconfusus är en skalbaggsart som beskrevs av Ferreira 1976. Onitis paraconfusus ingår i släktet Onitis och familjen bladhorningar. Inga underarter finns listade i Catalogue of Life.